# 大用站
大用站是位于贵州省六盘水市六枝特区大用镇的一个铁路车站，邮政编码553421。车站建于1964年，有沪昆铁路经过该站，现仅办理货运，不办理客运业务，车站及其上下行区间均已电气化。车站距离贵阳站144公里，隶属成都铁路局，是四等站。